# Фридрих Вильгельм Ганау-Горжовицский

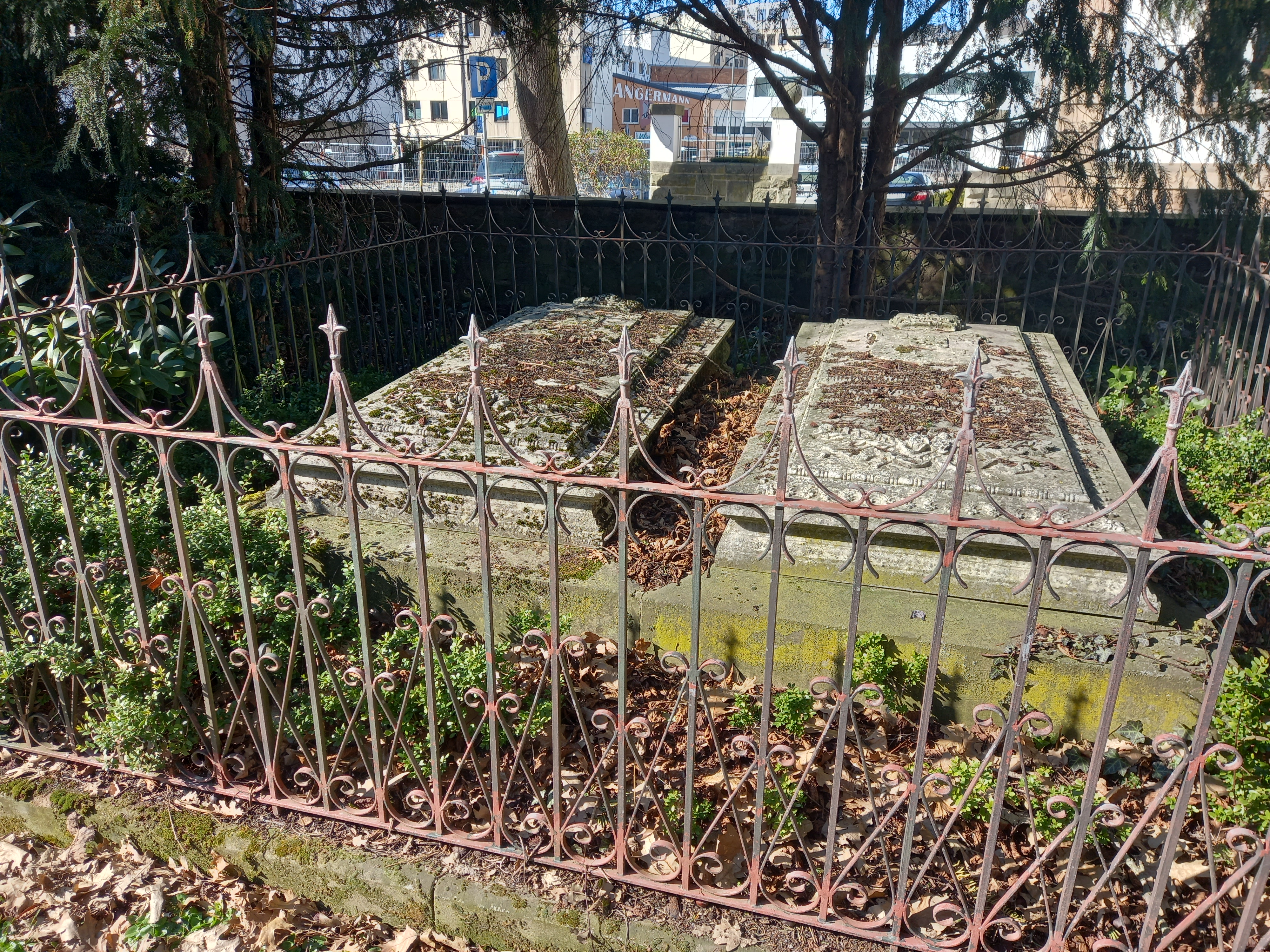
Могила Фридриха Вильгельма и его второй супруги.

Фридрих Вильгельм Ганау-Горжовицский, граф Шаумбургский (нем. Friedrich Wilhelm von Hanau-Hořovice; 18 ноября 1832, Дворец Вильгельмсхёэ — 14 мая 1889, Рисбах) — немецкий аристократ, морганатический потомок Гессенского дома.

## Биография
Фридрих Вильгельм родился 18 ноября 1832 года. Он был старшим сыном курфюрста Гессен-Касселя Фридриха Вильгельма I и его морганатической супруги, Гертруды Фалькенштейн. Из-за происхождения своей матери, не мог унаследовать престол государства.
После окончания учёбы, он пошёл на военную службу. Там он вскоре попал в скандал. Будучи лейтенантом, он совершил дезертирство и вступил в отношения с актрисой Августой Бирнбаум (1837—1862), и вскоре женился на ней. После свадьбы, Августа получила титул графини Шаумбург. Церемония прошла 23 сентября 1856 года в церкви Святого Иакова в Вестминстере. Поступая так, он вел себя также, как и его отец, который вступил в морганатический брак с его матерью. Курфюрст после брака сына приказал ему вернуться в Кассель со службы в австрийской армии, чтобы иметь возможность более пристально следить за ним. Курфюрст также исключил его из числа наследников, поместья Горжовице. Вскоре после свадьбы, у пары родился один мертворожденный ребёнок.
Через год, под давлением отца, вернулся в Кассель и развелся с Августой. Августа умерла в 1862 году от туберкулёза.
Его отец сослал сына в Фульду, где он встретил другую актрису: Людовику Глёде (1840—1912). Она была дочерью пастора Фридриха Глёде и Марии Доротеи Людовики Гольдбек. На этот раз, из уважения к отцу, это изначально оставалось внебрачной связью. Супруги поженились только 8 апреля 1875 года, после смерти курфюрста. у них родились два сына (оба до брака). Она называла себя графиней Шаумбург, что было признано Королевством Бавария.
После смерти отца, его брат Мориц (1834—1889) унаследовал поместье, а также получил титул князя Ганау-Горжовицского.
Фридрих Вильгельм умер 14 мая 1889 года, на своей вилле Зеефельд в Рисбахе. После окончания Первой мировой войны, его внук Генрих (1900—1971), подал иск о претензиях наследство и выиграл дело. До 1945 года семья жила в замке Горжовице.

## Дети
От второй жены у него было два сына:
- Фридрих Август Ганау-Горжовицский (14 апреля 1864 — 26 апреля 1940), основатель современной ветви семьи. Был дважды женат. Имел шестерых детей.
- Людвиг Цецилий Феликс Ганау-Горжовицский (19 мая 1872 — 8 января 1940), женат не был. Детей не имел.